# Groß-Bieberau
Groß-Bieberau est une municipalité allemande située dans le land de la Hesse et l'arrondissement de Darmstadt-Dieburg.

## Source
- (de) Cet article est partiellement ou en totalité issu de l’article de Wikipédia en allemand intitulé « Groß-Bieberau » (voir la liste des auteurs).